# Cool Hand Peter
Cool Hand Peter («Хладнокровный Питер») — восьмая серия десятого сезона мультсериала «Гриффины». Премьерный показ состоялся 4 декабря 2012 года на канале FOX.

## Сюжет
Питер, Джо, Гленн, и Кливленд сидят в баре и размышляют о том, что они совсем забыли, что значит «быть настоящим мужчиной». Питер в качестве примера ставит постоянные просьбы Лоис о помощи по дому, а Джо — то, как его Бонни просит постоянно пылесосить дома, убирая следы колес от инвалидного кресла на коврах. Тогда Питер предлагает парням съездить куда-нибудь в поисках приключений. Все соглашаются.
Придя домой, друзья видят, что их жены собрались дома у Гриффинов. После заявления Питера о намерении съездить куда-нибудь далеко и надолго без жен сами жены их не отговаривают, рассказывая о том, что им самим можно позаниматься своими женскими делами.
Итак, Питер, Джо, Гленн и Кливленд отправляются в дорогу, но вскоре их останавливает полицейский местного штата, подбрасывает наркотики в машину, и арестовывает всех четверых за хранение марихуаны в багажнике. Парни отправляются в местный исправительный лагерь, где работают, не покладая рук. Позже выясняется, что отсюда ещё никого не выпускали, тогда Питер предлагает всем четверым бежать из лагеря.
В это время дома жены парней напиваются. Встретив Брайана, который занимался чтением книги, они хватают его и переодевают в костюм пчелы. Стьюи держит наготове пистолет, если очередь дойдет до него.
В лагере Джо устраивает сцену жалости, и пока полицейские отворачиваются, чтобы не помогать инвалиду, все четверо убегают. Погоня за ними долго, все четверо укрываются в доме, который, как оказалось, принадлежит одному из местных шерифов. Выбежав из дома, парням всё же удается забраться на проезжающий мимо товарный поезд, идущий обратно в Род-Айленд. Сойдя с поезда, парни замечают, что все шерифы прибыли сюда, но Джо говорит, что теперь на этой земле он является полицейским. Джо стреляет в ногу шерифу, и те убираются из города прочь. Семья Гриффинов сидит дома перед телевизором, рассуждая об этом инциденте.

## Рейтинги
- Рейтинг эпизода составил 3.6 среди возрастной группы 18—49 лет.
- Серию посмотрело порядка 7.14 миллиона человек.
- Серия стала первой по просматриваемости в ту ночь «Animation Domination» на FOX, победив по количеству просмотров новые серии «Шоу Кливленда», «Американского Папаши!» и «Симпсонов».[1]
- Рейтинги заметно выросли по сравнению с предыдущим эпизодом «Amish Guy».[2]

## Критика
- Критики из A.V. Club во главе с Кевином МакФарландом подвергли эпизод критике, назвав его «разочарованием».[3] МакФарланд написал: «...я должен бороться сам с собой всякий раз, когда сажусь, чтобы посмотреть шоу в попытке дать каждому эпизоду справедливую оценку.»[3] Он продолжил: «На этой неделе, несмотря на возвращение к старой, более успешной формуле построения эпизода с четким сюжетом, "Гриффины" не набрали достаточно материала, чтобы заполнить им половину часа.»[3] МакФарланд также заявил, что эпизоду очень далеко до фильма «Хладнокровный Люк», отсылка к названию которого присутствовала в серии.[3] В конце своего анализа эпизода Кевин МакФарланд дал эпизоду оценку C.[3]
- Специалисты из Ology сказали, что эпизод получился впечатляющим, отметив: «Это весело (...), но здесь действительно нет ничего нового, за что можно полюбить "Гриффинов"»[4] Также специалисты сказали: «...довольно слабый эпизод, ведь в нем почти нет запоминающихся шуток, кроме Гленна с его бусами на нитке.»[4] В конце своего обзора эпизоду было присуждено 6/10 баллов.[4]